# Dusona belokobyli
Dusona belokobyli là một loài tò vò trong họ Ichneumonidae.